# Елена Ноева-Здравкова
Елена Николова Ноева-Здравкова е българска архитектка.

## Биография
Родена е на 30 октомври 1923 г. в село Арда, Смолянско, в семейството на офицера Никола Попноев. Поради спецификата на работата на баща ѝ, семейството на Елена Ноева често се мести. Живеят в Пловдив, Пазарджик, Смолян, след това в отново в Пловдив, където и завършва гимназиално образование. През 1942 г. заминава да следва архитектура в Грац. Завръща се през лятото на 1944 г. Поради военните действия през Втората световна война не успява да завърши в Австрия. Дипломира се на 7 март 1948 г. в Държавната политехника. След завършването си постъпва в Единната проектантска организация в Пловдив. Умира на 29 август 2001 г. в Пловдив.
През 1948 г. се омъжва за инж. Антон Здравков, с когото имат две деца – Божидар и Никола.
Работи по реставрирането на някои сгради в Стария град на Пловдив. Проектант е на летния театър в Хисаря, хотел-ресторант „Роза“ в Калофер, жилищни блокове в Пловдив.
Личният ѝ архив се съхранява във фонд 2544 в Държавен архив – Пловдив. Той се състои от 49 архивни единици от периода 1948 – 2002 г.

## Награди
Елена Ноева-Здравкова е носител на паспорт на победата със златна значка, златна значка „Клою Фичето“, почетен знак на град Пловдив, Орден на труда – златен и орден „Св. св. Кирил и Методи“.